# میدان ایتالیا نیوارلئان

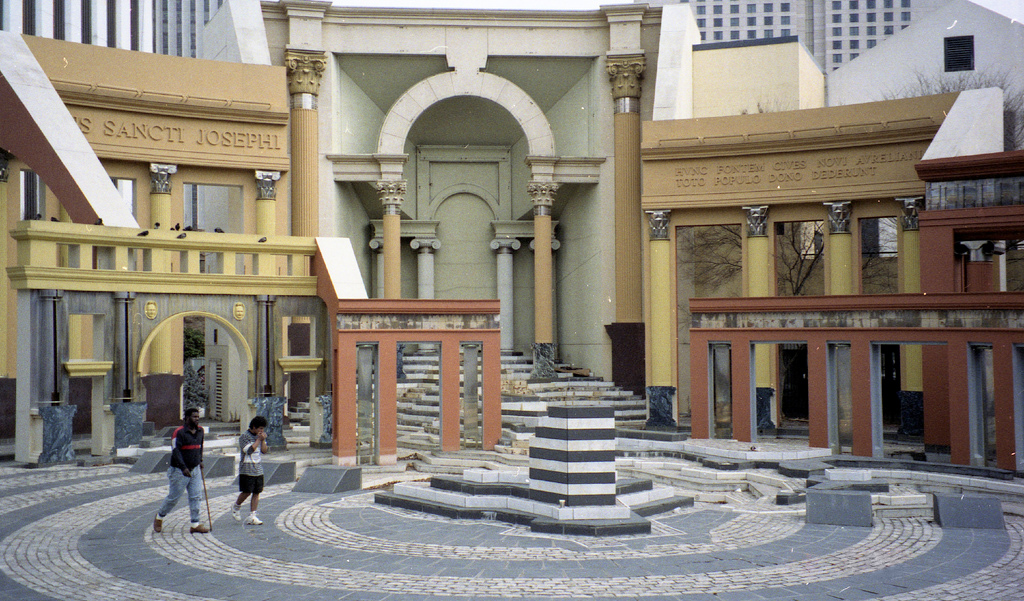
Piazza d'Italia, New Orleans

یکی از طرح‌های محوری پست مدرن، میدان ایتالیا توسط چارلز مور، انجام شده‌است. این میدان برای ایتالیایی تباران مقیم شهر نیوارلئان در آمریکا، بین سال‌های ۱۹۷۸–۷۹ احداث گردید.
مور در طرح خود توجهی به بافت اطراف سایت که نمادی از یک شهر آمریکایی معمولی بود نکرد. بلکه منبع الهام او در این طرح، میدان‌های ایتالیا و بالاخص فواره تروی در شهر رم بود.
مور نقشهٔ شبه جزیرهٔ ایتالیا را بر روی پلان این میدان پیاده کرد. از آنجا که اکثر ایتالیایی تباران شهر نیوارلئان از جزیره سیسیل هستند، لذا جزیره سیسیل در وسط این میدان قرار داده شد و مرکز پرگار در جزیره سیسیل قرار گرفت. منطبق بر هویت و ریشه‌های قومی و فرهنگی استفاده‌کنندگان از این میدان است.
نمایش تاریخ و گذشته به صورتی جدید و امروزی شده در این میدان صورت گرفته‌است. ستون‌های سنگی توسکان ،دوریک، ایونیک و کورنتین در میدان ایتالیا با مصالحی همچون بتن و ورق گالوانیزه اجرا شده‌است. مور حتی دو تصویر حجاری شده از صورت خود را همچون هنرمندان و صنعتگران دوره رنسانس، بر روی یکی از دیوارهای این میدان قرار داد.